# バンクーバー・スカイトレイン
バンクーバー・スカイトレイン（英: SkyTrain）は、カナダのバンクーバーの中心街と、バーナビー、ニューウェストミンスター、サレー、リッチモンドなどのバンクーバー周辺都市やバンクーバー国際空港とを結ぶ鉄道系の公共輸送機関。メトロバンクーバーの交通行政を管轄するトランスリンクが運営しており、運行業務はブリティッシュコロンビア高速度交通会社（英: British Columbia Rapid Transit Company）および ProTrans BC に委託されている。

## 概説
スカイトレインは、カナダの鉄道車両製造技術とコンピューター制御技術を世界に誇示するために、1986年のバンクーバー国際交通博覧会（Expo 86）に関連して、中規模都市のためのマス・トランジット・システム（大量輸送機関）のモデルとして計画・完成された。開通当時のルートは、バンクーバー市のウォーターフロント駅とニューウェストミンスター市のニューウェストミンスター駅間のみであった。なお、この交通博を記念して、基幹となっている部分の線をエキスポラインと呼んでいる。
編成は2両、4両、6両となっている。列車はコンピュータ制御で自動運転され、2016年にはドバイメトロを凌ぐ世界で1番目に長い距離を走る無人（コンピュータ制御）鉄道となった。一般的な鉄道で使われている固定式の閉塞を用いないため列車同士が非常に近づくことができ、2分から6分という短い間隔で列車がやってくる。
車両は鉄車輪と鉄レールで支持・案内されるが、エキスポライン、ミレニアムラインでは駆動は車上のリニアモーターで行う鉄輪式リニアモーターカー方式が採用されている。カナダラインでは一般的な電車と同じ駆動方式が採用されている。インフラ関係の建設は、SNC-ラバリン社が行っている。

## 路線と駅
| 路線 | 開業年 | 延長 (km) | 駅数 | ターミナル駅       | ターミナル駅                                          | 車両                     | 閉塞方式 | 運行間隔（分） | 運行間隔（分） | 所要時間（分） |
| 路線 | 開業年 | 延長 (km) | 駅数 | ターミナル駅       | ターミナル駅                                          | 車両                     | 閉塞方式 | ピーク         | オフピーク     | 所要時間（分） |
| --- | ------ | --------- | ---- | ------------------ | ----------------------------------------------------- | ------------------------ | -------- | -------------- | -------------- | -------------- |
| ■ エキスポライン | 1985   | 29.7      | 20   | ウォーターフロント | キングジョージ / プロダクションウェイ・ユニバーシティ | 鉄輪式リニアモーター駆動 | CBTC UTO | 2 - 3*         | 3 - 5*         | 40 / 41        |
| ■ ミレニアムライン | 2002   | 23.5      | 17   | VCC・クラーク      | ラファージレイク・ダグラス                            | 鉄輪式リニアモーター駆動 | CBTC UTO | 3 - 4          | 6 - 10         | 34             |
| ■ カナダライン | 2009   | 19.2      | 17   | ウォーターフロント | リッチモンド・ブリグハウス / YVR・エアポート          | 鉄輪式通常モーター駆動   | CBTC UTO | 3**            | 3 - 10**       | 25 / 26        |
| * エキスポラインでは、コロンビア駅からサレー方面の本線とローヒード支線が分岐する。ラッシュ時は本線と支線が概ね2対1の本数で運行され、オフピーク時は交互に運行される。 ** カナダラインでは、リッチモンド中心街方面との運行および空港方面との運行がそれぞれ交互に行われる。そのため、分岐駅のブリッジポートより先の区間での運行頻度は、分岐駅までの区間の1/2となる。 |        |           |      |                    |                                                       |                          |          |                |                |                |

- 複線区間：カナダラインの末端部を除く全線

バンクーバー・スカイトレインには全部で3路線（エキスポライン、ミレニアムライン、カナダライン）がある。エキスポラインはバンクーバー中心部（ダウンタウン）で地下を走り、その他の地域では高架になっている。カナダラインはバンクーバー市内では住宅地を通るため殆どが地下区間であるが、空港やリッチモンド市内では高架区間となっている。
エキスポライン、ミレニアムラインは同じ車両とシステムを採用しており相互乗り入れが可能であるが、カナダラインは車両が異なる。

### エキスポライン（Expo Line）
1986年開催のバンクーバー国際交通博覧会に合わせて1985年に最初に完成した最初の路線。バンクーバーの中心にあるウォーターフロント駅とメトロバンクーバー最大の衛星都市であるサレーのキングジョージ駅までを結ぶ。

### ミレニアムライン（Millennium Line）
2002年に開通したスカイトレイン2番目の路線で、VCC・クラーク駅からラファージレイク・ダグラス駅を結ぶ。

### カナダライン（Canada Line）
バンクーバーオリンピック開催に合わせ、バンクーバー国際空港を結ぶ空港連絡鉄道として2009年に開通した路線で、他のスカイトレインの路線とは異なりリニアモーター式ではない。

## 特徴
電車内、駅構内はすべてバリアフリーで、全駅にエレベータが設置されている。ホームは線路が直線の区間に配置されている。その為、電車とホームの間は2cmから5cmと狭く、車椅子でも手助けなしで乗降できる。列車の運行は全てコンピュータ制御なので、発車時間になると車内で発車サイン音が鳴りドアが自動的に閉まる。人や物が挟まれたり、無理に乗り込もうとすると自動でドアを少し開けて再開閉する。
駅に駅員がいないことから治安が悪い交通機関とされたため、全駅に防犯カメラを設置しスカイトレイン警察隊が結成された。この警察隊は普通の警察官と同じく法律による拘束力があり、犯人の逮捕もできる。当初この警察隊は拳銃を所持しなかったが、最終的には所持することになった。車内には「サイレントアラーム」という身に危険が迫った時に犯人に気付かれずに通報できるシステムがある。これは窓枠の黄色いストラップ状のボタンを押すことで作動し、数分で警察隊が現場に急行する。
電車内では喫煙とスピーカーでのオーディオ類の使用が禁止になっているが、携帯電話の使用は制限されていない。ペットを乗せる場合は小さいケージに入れる必要がある。
エキスポライン、ミレニアムラインの車両はリニアモーター駆動、無人運転（コンピュータ制御）で最高時速90km。カナダラインの車両は通常モーター駆動、無人運転で最高速度は80km/h。ピーク時を除いて、1車両につき2台まで自転車を乗せることができる。Mark I 及びMark II の一部車両には方向幕が設置されていないが、停車中に車内の自動放送が路線名と行き先を案内する。ホーム上の発車標は、電車が来ない時は現時刻と案内スクロールの交互表示となっていたが、4段表示の発車標に順次更新されている。また、治安上の理由から駅には化粧室が設置されていない。

## 運賃

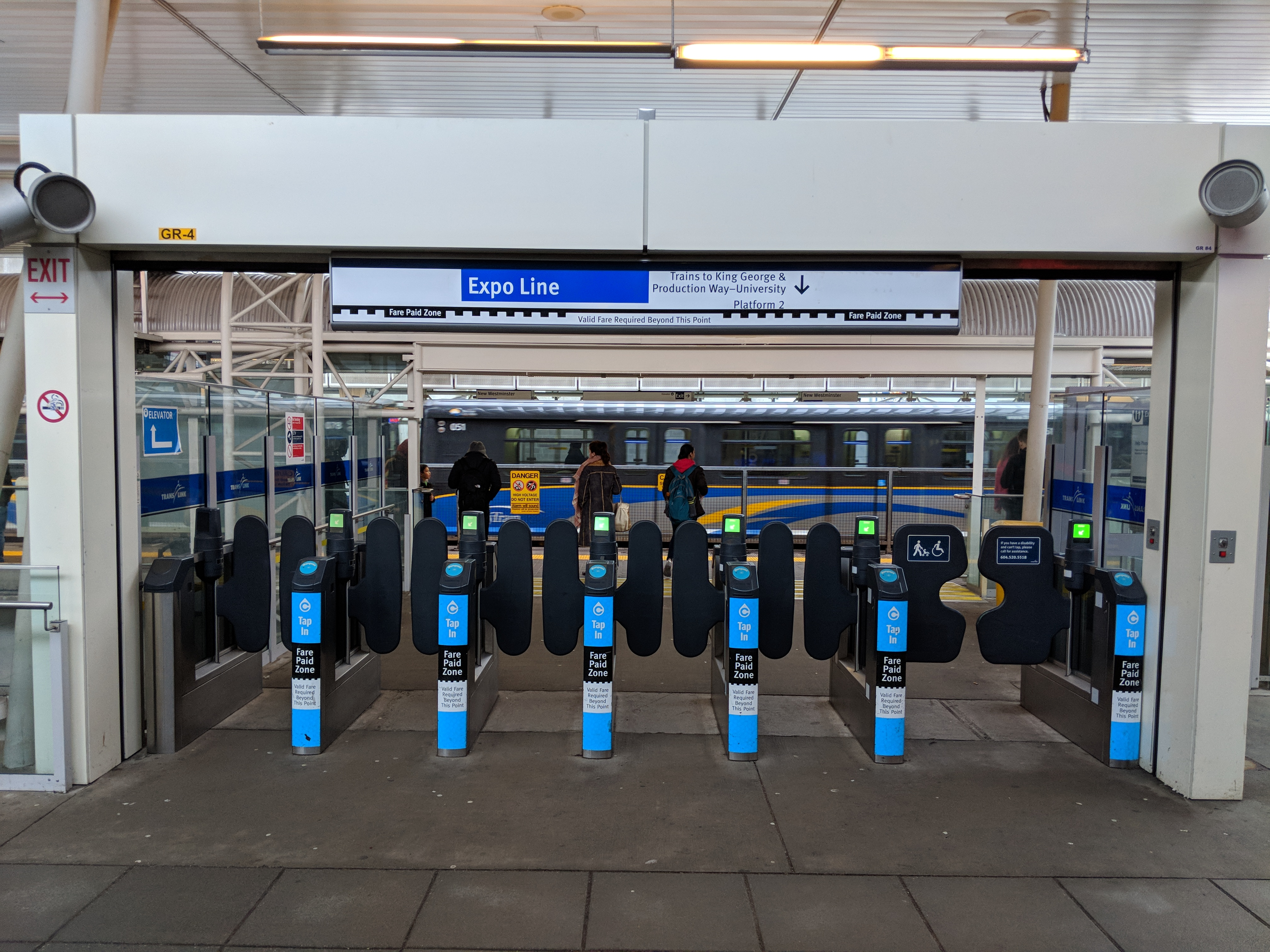
自動改札機

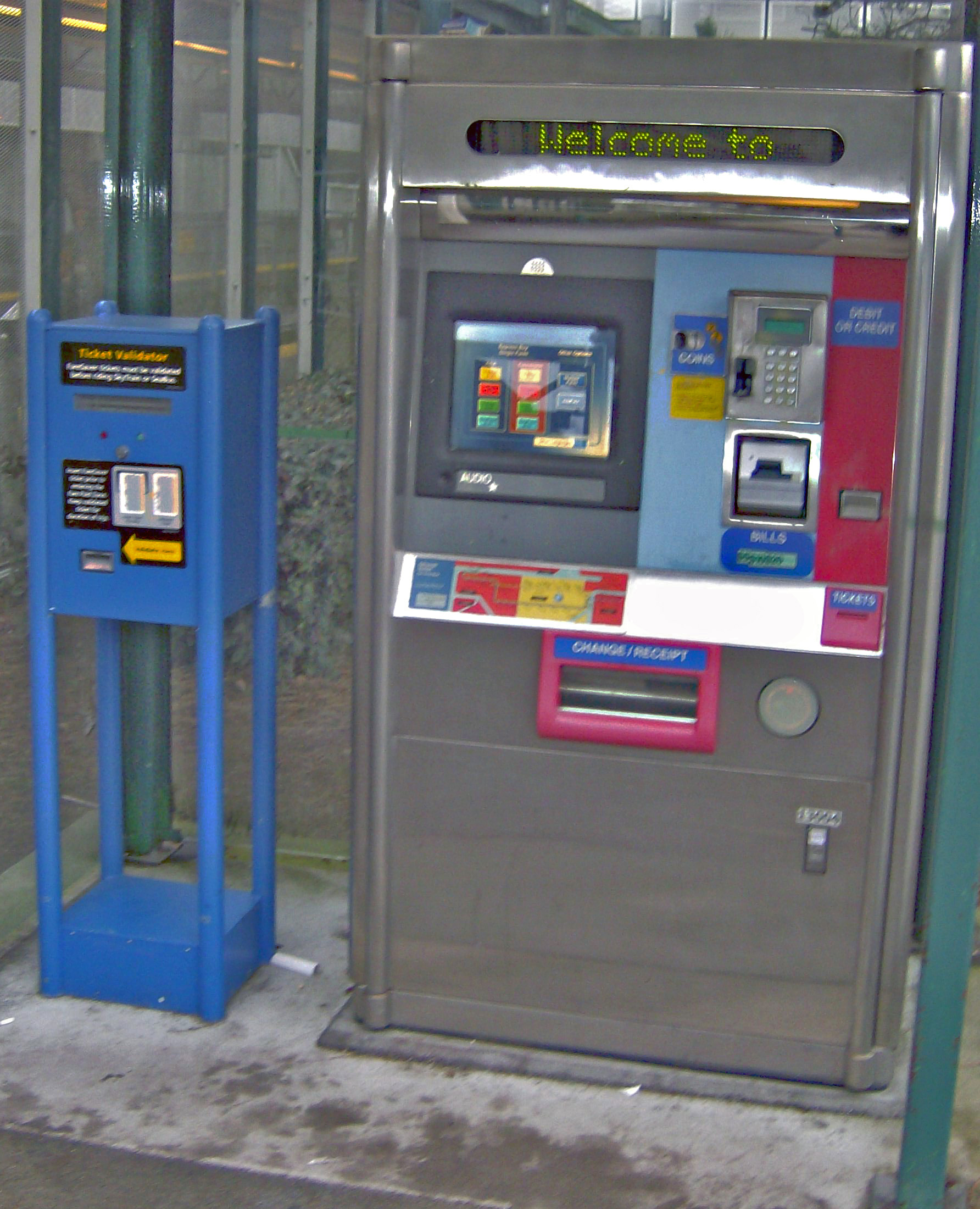
自動券売機

トランスリンクの運賃ゾーン

切符はすべて非接触型で、駅のコンコースにある券売機で購入して乗車する。もともとスカイトレインの駅には改札がなく信用乗車方式であったが、自動改札の導入が進み、2016年には全ての駅で改札が導入された。時々職員による検札が行われることがあり、特に休日は職員と警察によって行われやすい。無賃乗車が発覚した場合には$175ほどの罰金が課せられる。
一度運賃を払えばトランスリンクの乗り物であるスカイトレイン、バス、シーバスは90分間同一ゾーン内の乗り降りが自由となる。
スカイトレインの自動券売機では、全ての硬貨と$5・$10・$20紙幣が使える。また、デビットカードとクレジットカードも使える。6ヶ国語に対応しており日本語表示もあるが、機械による自動翻訳のため不自然な表示になる場合もある。
カナダラインでバンクーバー国際空港の敷地内の3駅から市内までの区間を利用する場合は、通常運賃に加えて$5の追加運賃がかかる。また、カナダラインのバンクーバー国際空港の敷地内の3駅（テンプルトン駅、シーアイランドセンター駅、YVRエアポート駅）の区間内のみでの利用は無料であり、券売機にて無料の乗車券が入手できる。

### 大人
運賃はゾーン内での利用か別のゾーンへの利用かによって料金が変わり、3つのゾーンに分かれている。同一ゾーン内利用が$2.95、2ゾーンをまたいでの利用が$4.20、3ゾーンをまたいでの利用が$5.70となっており、平日の午後6時半以降と土日祝日は全ゾーン一律で$2.95と安くなる。

### 割引運賃
割引運賃は5歳から18歳の子供と65歳以上のシニアに適用される。
運賃は同一ゾーン内利用が$1.90、2ゾーンが$2.90、3ゾーンが$3.90となっており、子どもまたはシニア用の定期券を所持している場合や平日の午後6時半以降と土日祝日は全ゾーン一律で$1.85と安くなる。現在はICカード乗車券であるCOMPASSを利用すると乗車料金の割引が適用される。度々料金の改正が行われており、2021年7月1日に前年度より4.6%の料金値上げが行われ、現金価格の場合は1ゾーン料金が$3.05、2ゾーンが$4.35、3ゾーンが$5.90になっている。ICカード乗車券利用時は、1ゾーンが$2.45、2ゾーンが$3.55、3ゾーンが$4.60になる。
大人運賃、割引運賃のいずれも支払い時に受け取る切符（トランスファー・チケット）を所持する事で同一ゾーン内の乗り降りが自由となる。

## 使用車両

### エキスポラインおよびミレニアムライン
同路線はボンバルディア社のARTシステム（英語: Bombardier Advanced Rapid Transit） を使用しており、リニアモーター式で運行される。営業最高速度は時速90kmであり、表定速度は時速45kmである。

#### UTDC ICTS Mark I
片側2ドアの12.7m車両である。エキスポライン開業時である1984年からキング・ジョージ駅開業の1994年までに、計150両が製造された。2両固定編成であり、最大6両編成で運行される。
- 外観 : 前面形状は窓を埋めたような形状で、車体断面は車体上部に向かって絞られている。前照灯は丸型のものが下方に、尾灯は上方に設置されている。先頭部分が機械室になっており、前面の窓が貫通扉にしかなく前面展望性は悪い。
- 内装 : 白色の壁に赤い仕切り板が用いられており、ドアの内側も赤く塗装されている。ドア横の仕切り板にはアクリル板が設置されており、横に立った人と接触しないようになっている。シートは一人分に分かれた藍色のビニール素材のものであり、クッション性がある。蛍光灯は広告と一体化した電球色のものであり、車内は若干暗い。非冷房車であり、天井には大きなファンデリアが設置されている。順次に修繕工事が行われており、車上装置の更新、台車交換、車内照明のLED化や、赤から灰色への内装色の変更が行われている。
- メーカー : アーバン・トランスポーテーション、ディベロップメント・コーポレーション（英語: Urban Transportation Development Corporation）
- ドア : 外吊り式片側2ドア
- シート配置 : 車両中央を向く形の集団見合型セミクロスシートとなっており、先頭部の貫通扉部分には折りたたみ式の補助シートが設けられている。
- 制御装置 : GTO素子VVVFインバータ
- その他 : 車両間は繋がっていないため、走行中に他の車両へ移動することは不可能。車内には路線図があるが案内表示器などは設置されていない。

#### Bombardier ART Mark II
ミレニアムライン開業時の2002年から製造された。計108両が製造された。2両固定編成であり、最大4両編成で運行される。
- 外観 : 大きめな縦長一枚窓の丸い形状の前面となっている。前面下部に四角い前照灯があり、尾灯は窓の上部に一体化している。先頭部の窓脇は、Mark Iと同様に機械室となっている。スカイトレインで初めての冷房車両となった。2009/2010モデルの車両には、車体前面に単色LEDの方向幕が設置されている。
- 内装 : 全体的にホワイトでまとめられている。手すりの形状は曲線を帯びており、上部が黄色く塗られている。シートは布製の藍色で、Mark Iよりも座り心地が改善されている。蛍光灯は広告と一体となったものの、他にダウンライトが設置されているためMark Iよりも明るくなった。2009/2010モデルの車両には一両に4台の防犯カメラも取り付けられており、車内に案内表示器を搭載するなど、それ以前のモデルの車両と内装も異なる。
- メーカー : ボンバルディア・トランスポーテーション
- ドア : 外吊り式片側3ドアで、幅がMark Iよりも若干広い。
- シート配置 : ほとんどの座席は、進行方向右側は進行方向、左側は逆向きを向く形のクロスシートとなっている。先頭部には前面展望用の一人がけのシート、その脇には中央向きの一人がけシートがそれぞれある。また、先頭部付近に車椅子スペースが用意されている。2009/2010モデルでは座席のデザインと配置の変更が行われている。
- 制御装置 : IGBT素子VVVFインバータ
- その他 : 車両の間が繋がっており、走行中に他の車両への移動が可能である（4両以上の併結運転時には編成間の移動はできない）。

#### Bombardier Innovia Metro 300 (ART Mark III)
2020年7月現在、計84両が導入されている。4両固定編成であり、最大4両編成で運行される。
- 外観 : Mark IIと比べ、前面はより横幅の広い窓の作りとなっている。またMark II 2009/2010モデルと同様、車体前面に単色LEDの方向幕も搭載している。
- 内装 : 車両間の連結通路がほぼ車両幅いっぱいに広げられた。その為、４両固定編成でありながら車内は一続きの空間の様になっている。これによって乗車後の移動が行い易くなった。また、両端の車両は一部の座席が撤去され、車いすやベビーカー、自転車の持ち込みを容易にしている。座席のデザインや配置は、基本的にMark IIの2009/2010モデルと同じで、防犯カメラも一両に4台ずつ設置されている。
- メーカー : ボンバルディア・トランスポーテーション
- ドア : 外吊り式片側3ドア。
- その他 : より効率の良い空調設備と車両の密閉度により、高いエネルギー効率と騒音の低減を実現している。また、従来型より多くの人の輸送を可能としている。

#### Alstom Mark V
2025年7月現在、計5両が導入されている。5両固定編成であり、最大5両編成で運行される。
- メーカー : アルストム
- ドア : 外吊り式片側3ドア。
- 制御装置 : IGBT素子VVVFインバータ

### カナダライン

#### Hyundai Rotem EMU
カナダラインの車両は現代ロテム社製の車両を使用している。

## ギャラリー

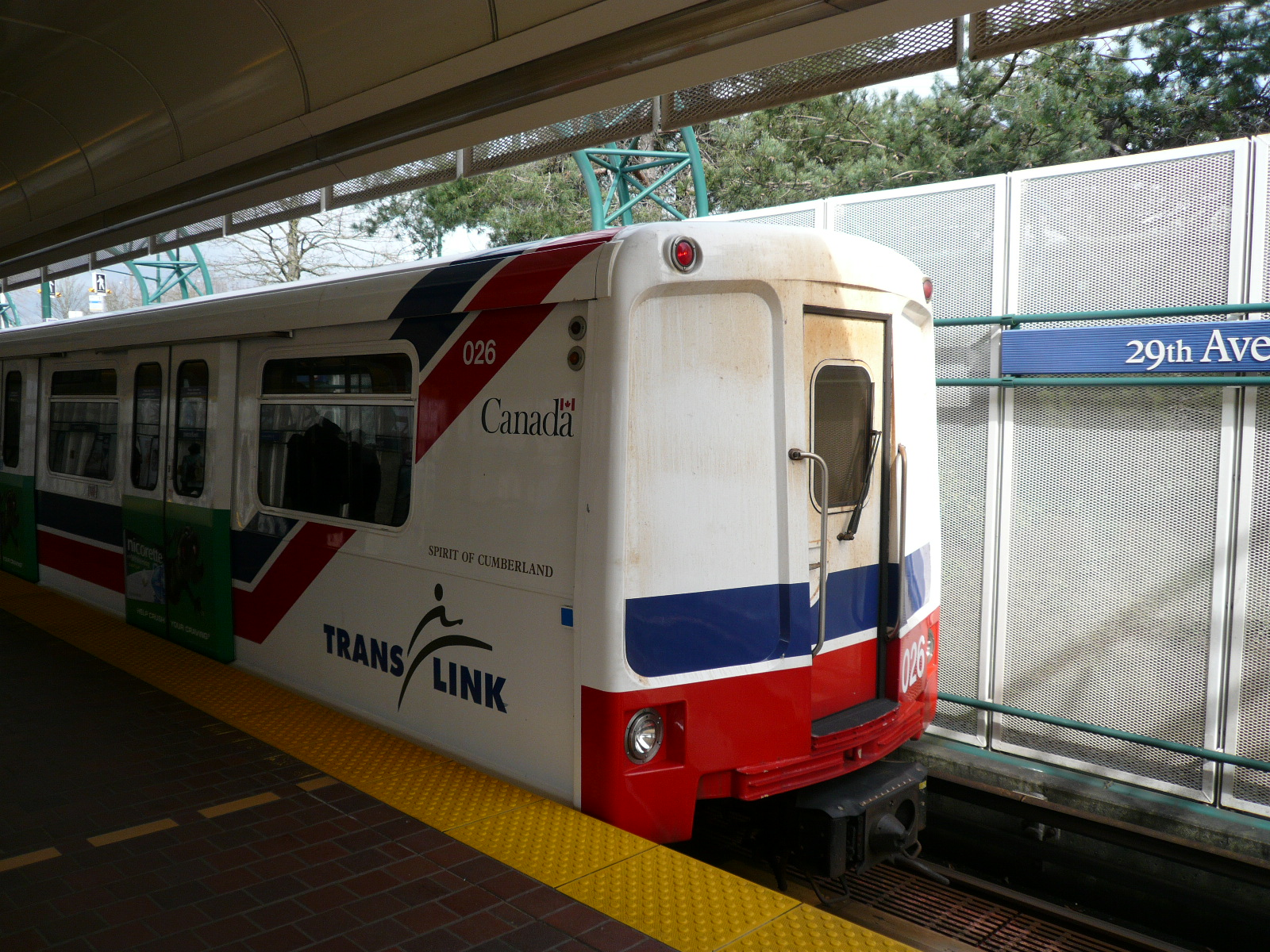
UTDC ICTS Mark I（2008年3月）
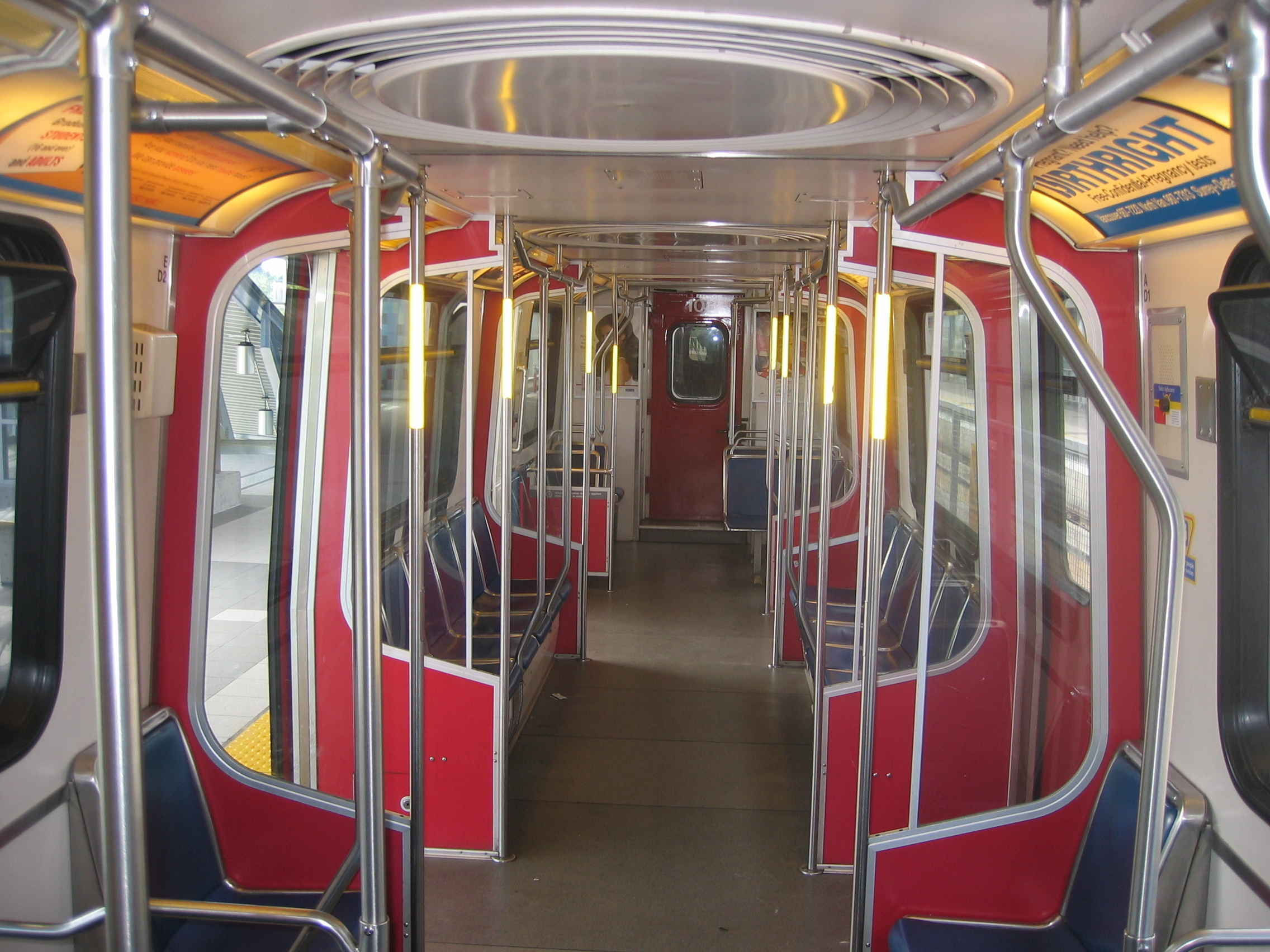
Mark I車両の内装
塗り替えられたMark I車両
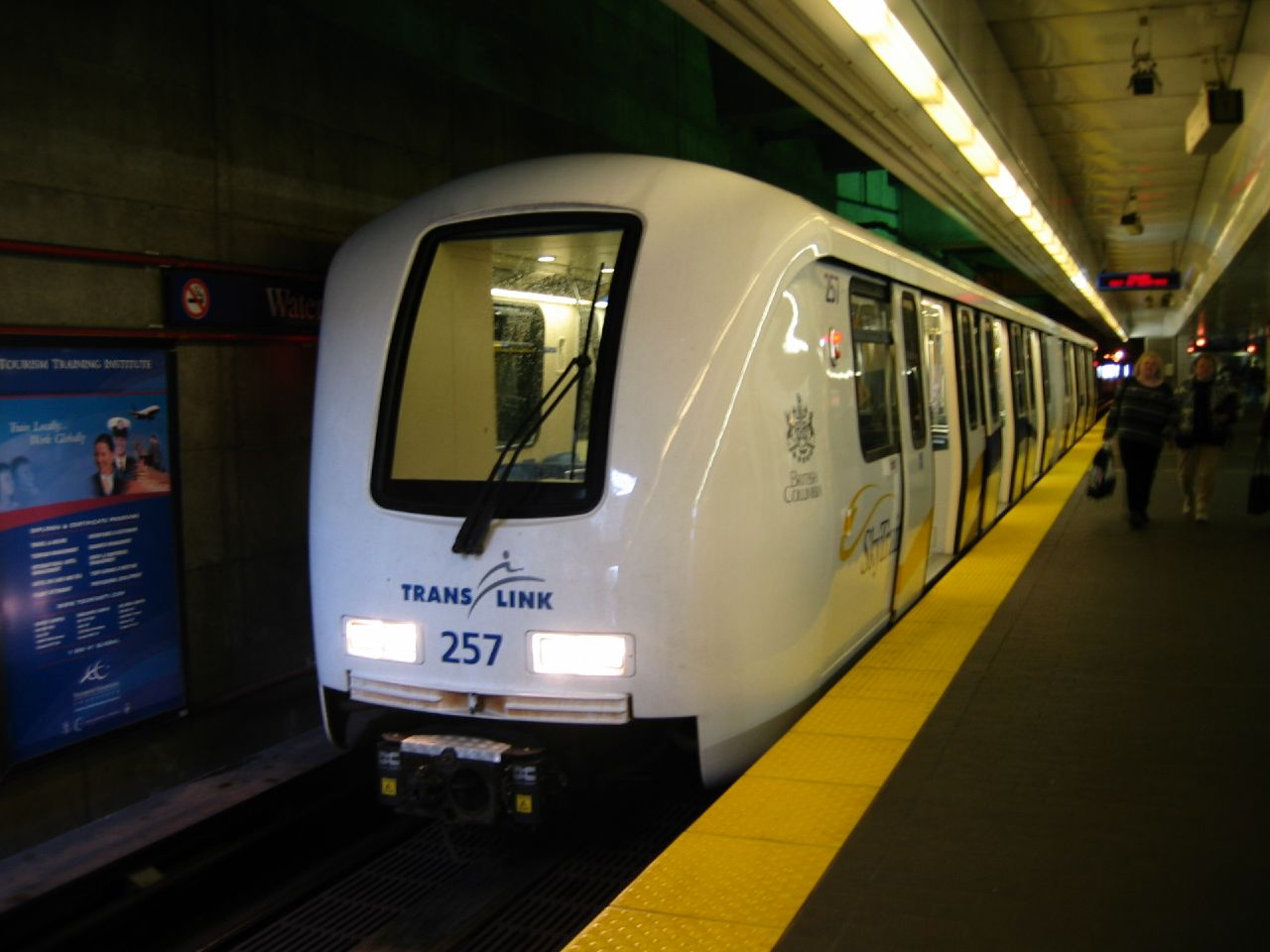
Bombardier ART Mark II車両
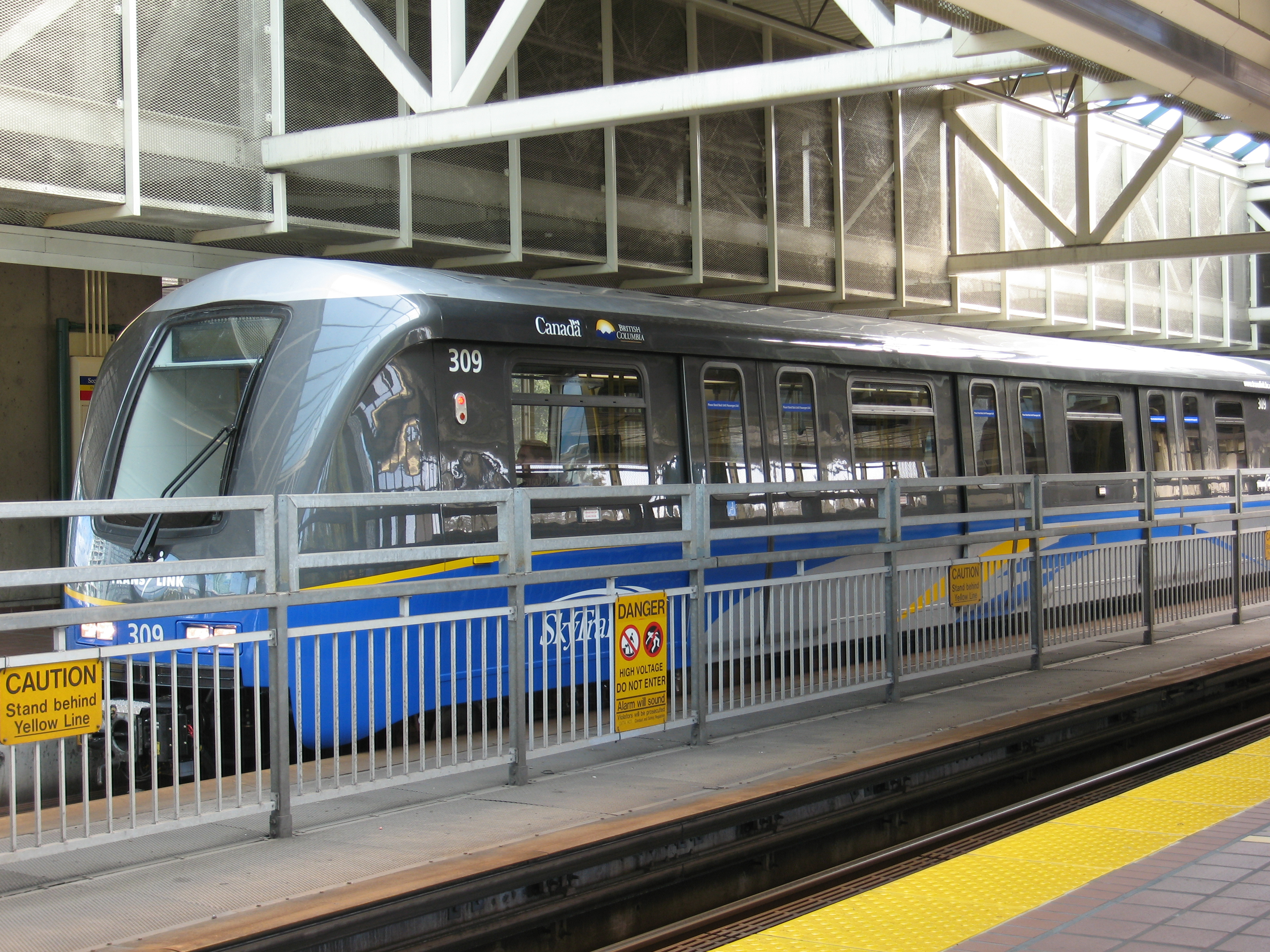
Mark II車両（2代）
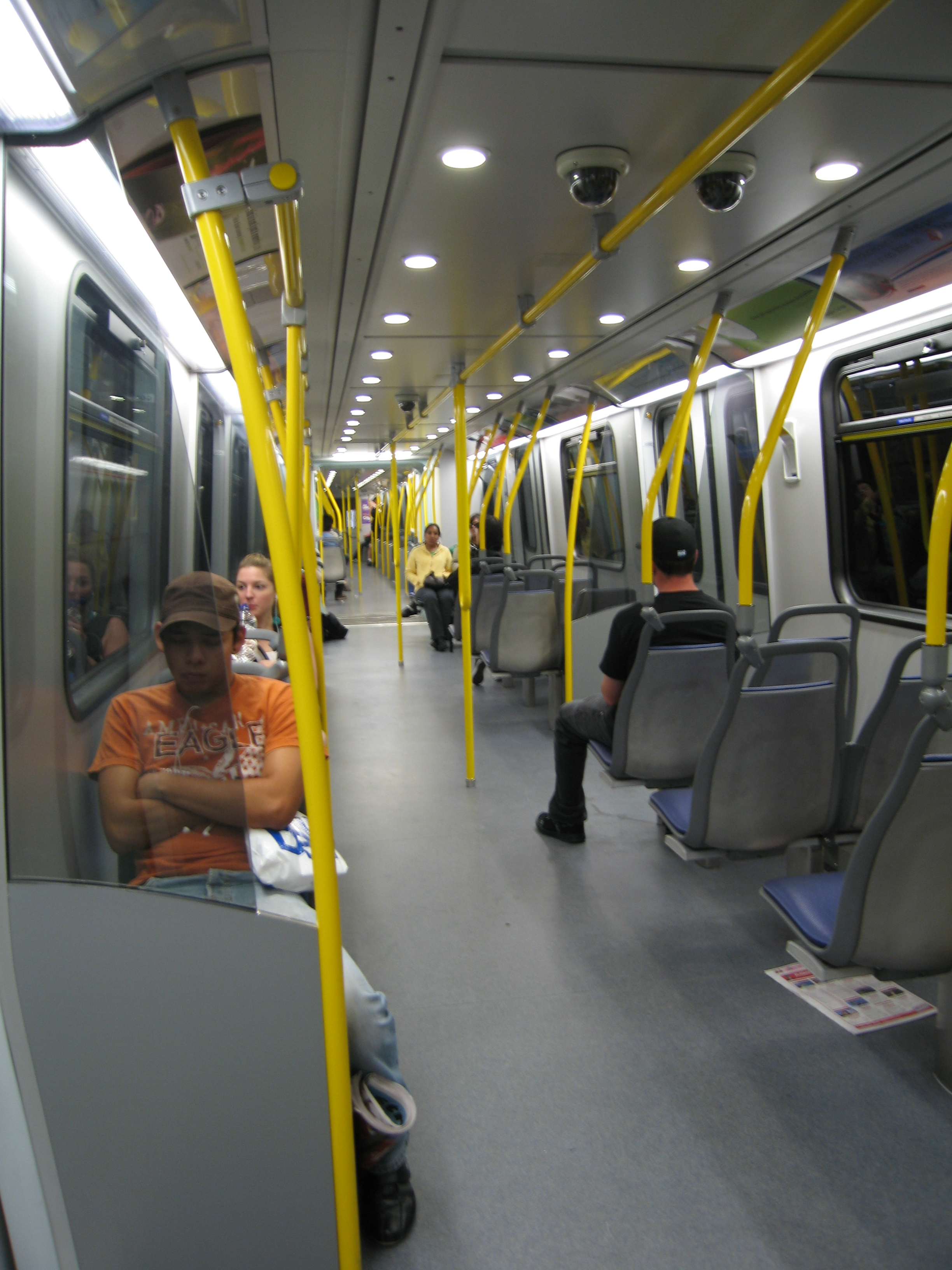
Mark IIの車内
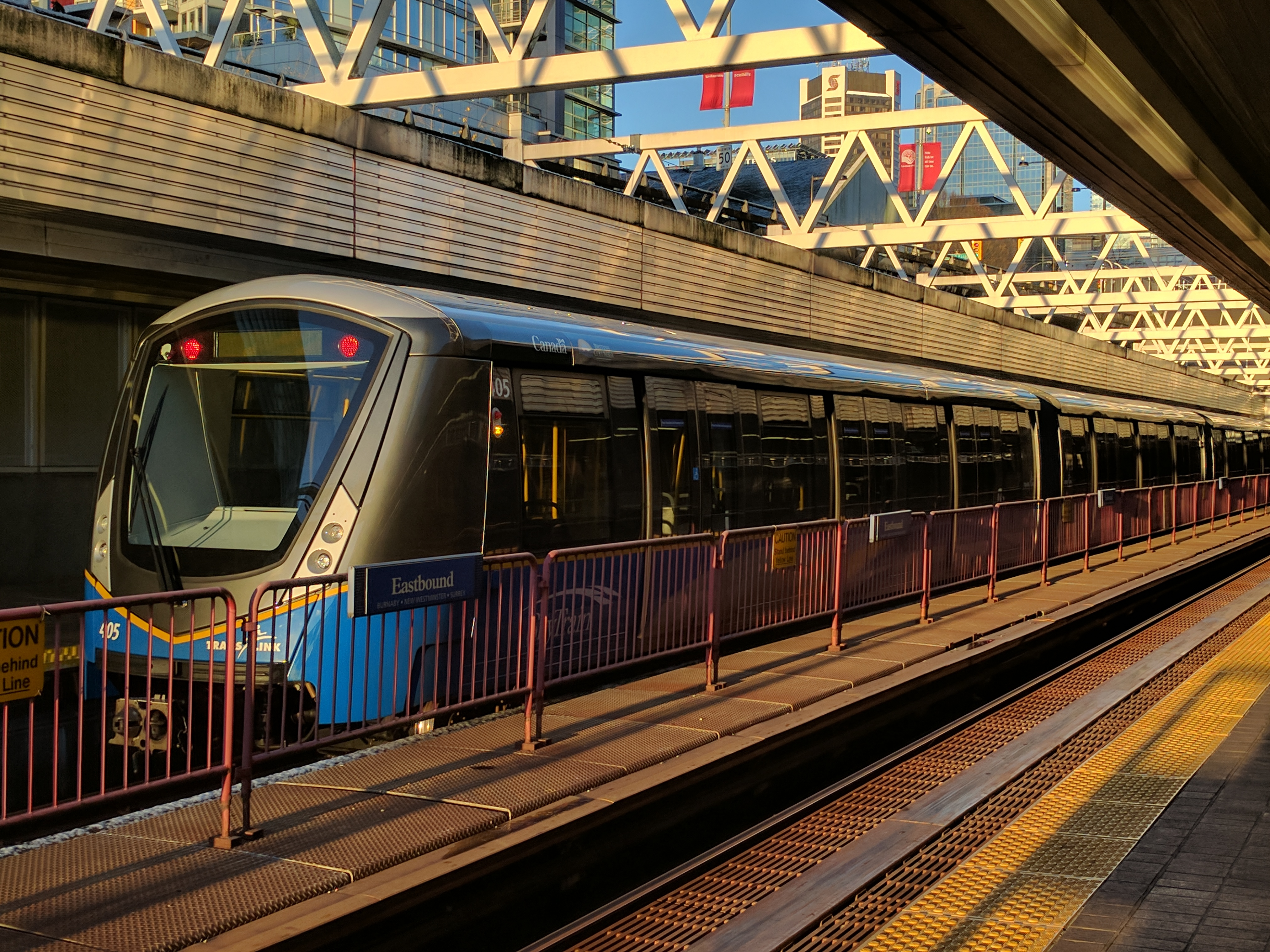
Mark III
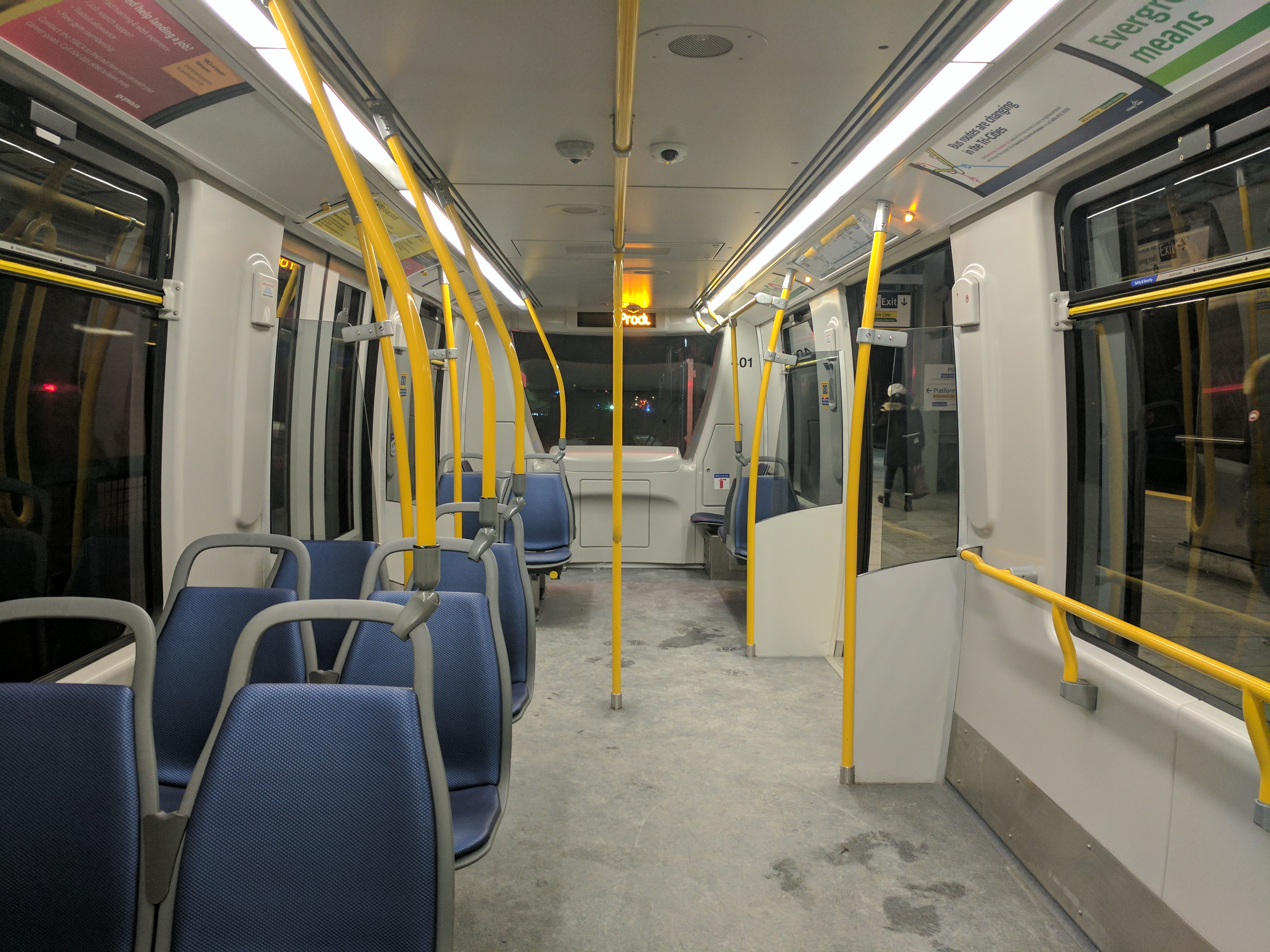
Mark IIIの車内
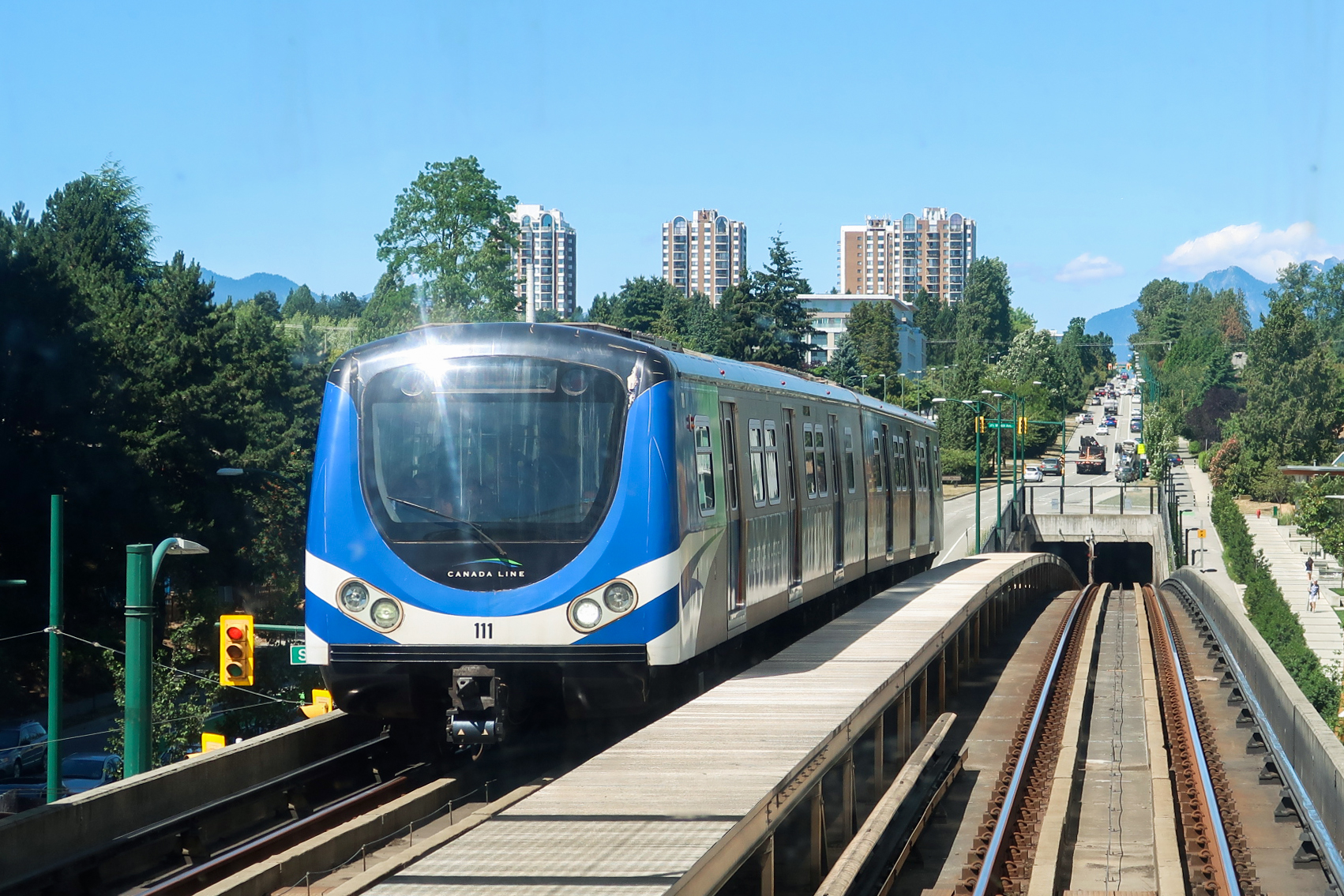
カナダラインの車両
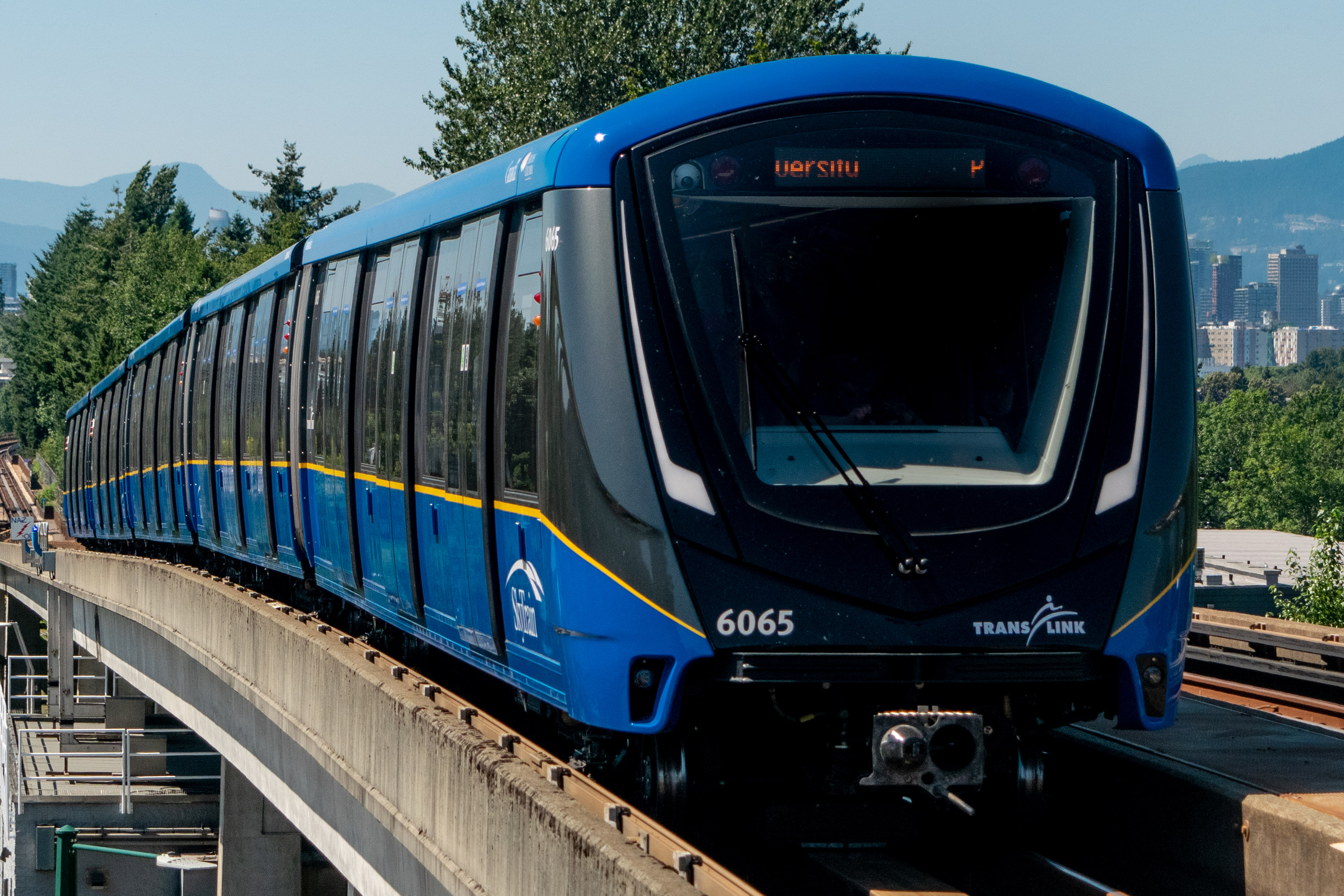
最新車両のMark V